# Chinhoyi

## Ligging
Chinhoyi ligt aan de Manyamerivier in het Makonde District, in de provincie Mashonaland West in het noorden van Zimbabwe. Het is ook de hoofdstad van deze provincie. De stad ligt ongeveer 116 km (over de weg) ten noordwesten van de hoofdstad Harare. De stad ligt aan de A-1, de belangrijke wegverbinding van Harare naar Chirundu, dat ongeveer 250 km ten noordwesten van Chinhoyi ligt. De stad ligt op een hoogte van 1150 meter boven zeeniveau. De omgeving heeft een Chinaklimaat, november t/m maart zijn de natste maanden en juni t/m augustus de droogste. 
Op een afstand van 15 tot 25 km liggen de kleinere plaatsen Banket, Alaska en Lion's Den.

##### Bevolking
Volgens de volkstelling van 2002 telde de stad 56.794 inwoners. In 2004 werd het aantal geschat op 61.739 inwoners. Volgens de schatting in 2012 van het Zimbabwe National Statistics Agency (ZimStat) waren er 63.014 mensen woonachtig in de stad.

##### Transport
Het transport naar Chinhoyi gaat grotendeels over de weg. Er zijn busverbindingen met Harare, Karoi, Kariba, Mhangura en Bulawayo, en ook naar kleinere dorpen in het district. Chinhoyi heeft een spoorverbinding met passagierstreinen naar Harare en in de andere richting naar Lions Den.

## Geschiedenis
Chinhoyi had in de koloniale tijd de naam Sinoia. De naam is afgeleid van "Tjinoyi", een Lozwi-hoofdman. De Kalanga-naam werd door blanke immigranten veranderd in Sinoia en later in Chinhoyi door de Zezuru. Sinoia werd in 1906 gevestigd door een rijke Italiaan, luitenant Margherito Guidotti, die tien Italiaanse families overhaalde zich daar te vestigen.

## Voorzieningen
In de stad zijn twee universiteiten gevestigd, de Chinhoyi University of Technology en de Zimbabwe Open University. Er zijn drie openbare middelbare scholen en een privé-school. 
Chinhoyi beschikt over het grootste en modernste ziekenhuis van de provincie. In de stad staan twee hotels: het Chinhoyi Hotel in het centrum en het Orange Grove Motel, vlak buiten het centrum aan de weg naar Karoi. Voorts zijn er enkele guesthouses. Het Caves Motel ligt 8 km ten noordwesten van de stad, dicht bij de Chinhoyi- grotten.

## Bezienswaardigheden

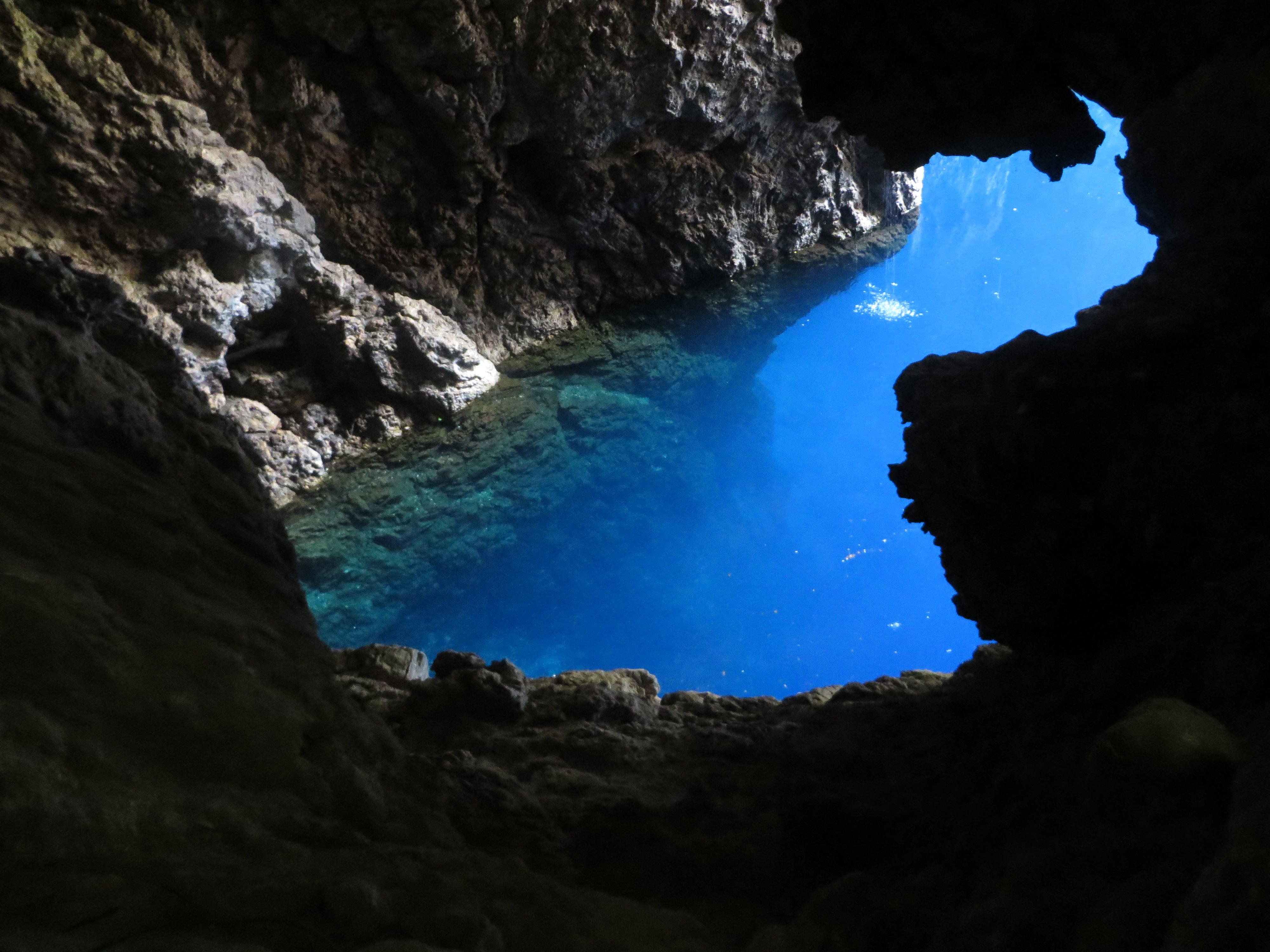
Sleeping Pool, Chinhoyi caves

Ongeveer 8 kilometer ten noordwesten van Chinhoyi ligt een groep kalksteen- en dolomiet- grotten. De grootste grot bevat een vijver met cobaltblauw water, met de naam slapende poel of Chirorodziva ("poel van de gevallenen"). Bewoners die Afrikaanse traditionele religie aanhangen, kennen aan de grotten spirituele waarde toe omdat mediums trachten er in contact te komen met het niet-materiële. De eerste blanke, waarvan wordt gezegd dat hij de grotten ontdekte, was Frederick Selous. Dat zou zijn gebeurd tijdens zijn omzwervingen in 1887. Hoofdman Chinhoyi en zijn volgelingen gebruikten de grotten als schuilplaats bij rooftochten door andere stammen zoals de Matabele. De traditionele naam "poel van de gevallenen" komt van een gebeurtenis in de jaren 1830 toen de noordwaarts trekkende Angonistam mensen die bij de grotten woonden verraste en hen in de poel gooiden. De grotten zijn een Nationaal Park en staan onder beheer van de Zimbabwe Parks & Wildlife Management Authority.